# Tedelská křížová výprava
Tedelská křížová výprava v roce 1398 bylo vojenský konflikt mezi Aragonskou korunou a Tilimsánským sultanátem v dnešním Alžírsku na konci 14. století. Výpravu vyvolalo vyplenění Torreblanky alžírskými piráty toho roku a na to aragonský král Martin I. rozkázal k odvetnému útoku na Tedelis (Dellys). 
Na pobřeží Ibizy se shromáždila flotila v počtu 70 lodí se 7 500 křižáky na palubě, která vyplula v srpnu 1398 a zaútočila na alžírské přístavní město Tedelis, při němž zahynulo na tisíc venkovanů. Po pustošení severoafrického pobřeží se aragonská flotila obrátila na sever k Avignonu, aby pomohla obléhanému městu před nepřáteli avignonského papeže.